# Psammodromus algirus
La lagartija colilarga (Psammodromus algirus) es un miembro de la familia Lacertidae propio del sur de Francia (departamentos de Pirineos Orientales, Hérault, Gard), península ibérica, noroeste de África (Marruecos, Argelia, Túnez), archipiélago de la Galita (Túnez) y la Isola di Conigli, situada junto a la isla de Lampedusa (Salvador, 2015). Su hábitat natural es el bosque mediterráneo y las zonas de matorral, así como los campos de cultivo.

## Descripción
Es una lagartija fácilmente identificable, a primera vista, por tener la cola muy desarrollada. Los adultos alcanzan hasta 7,5 cm de longitud (cabeza-cuerpo). La cola es muy larga, como indica su nombre, del orden de dos o incluso tres veces la longitud del conjunto cabeza-cuerpo. Las escamas del dorso y flancos son grandes, planas y puntiagudas, carenadas de forma evidente. La coloración general es parda presentando dos líneas blancas muy conspicuas a ambos lados. Las partes inferiores son blancas o levemente teñidas de verde. Los machos suelen tener una o más manchas azules en los hombros, cuando están en celo tienen la garganta y los lados de la cabeza de color naranja.

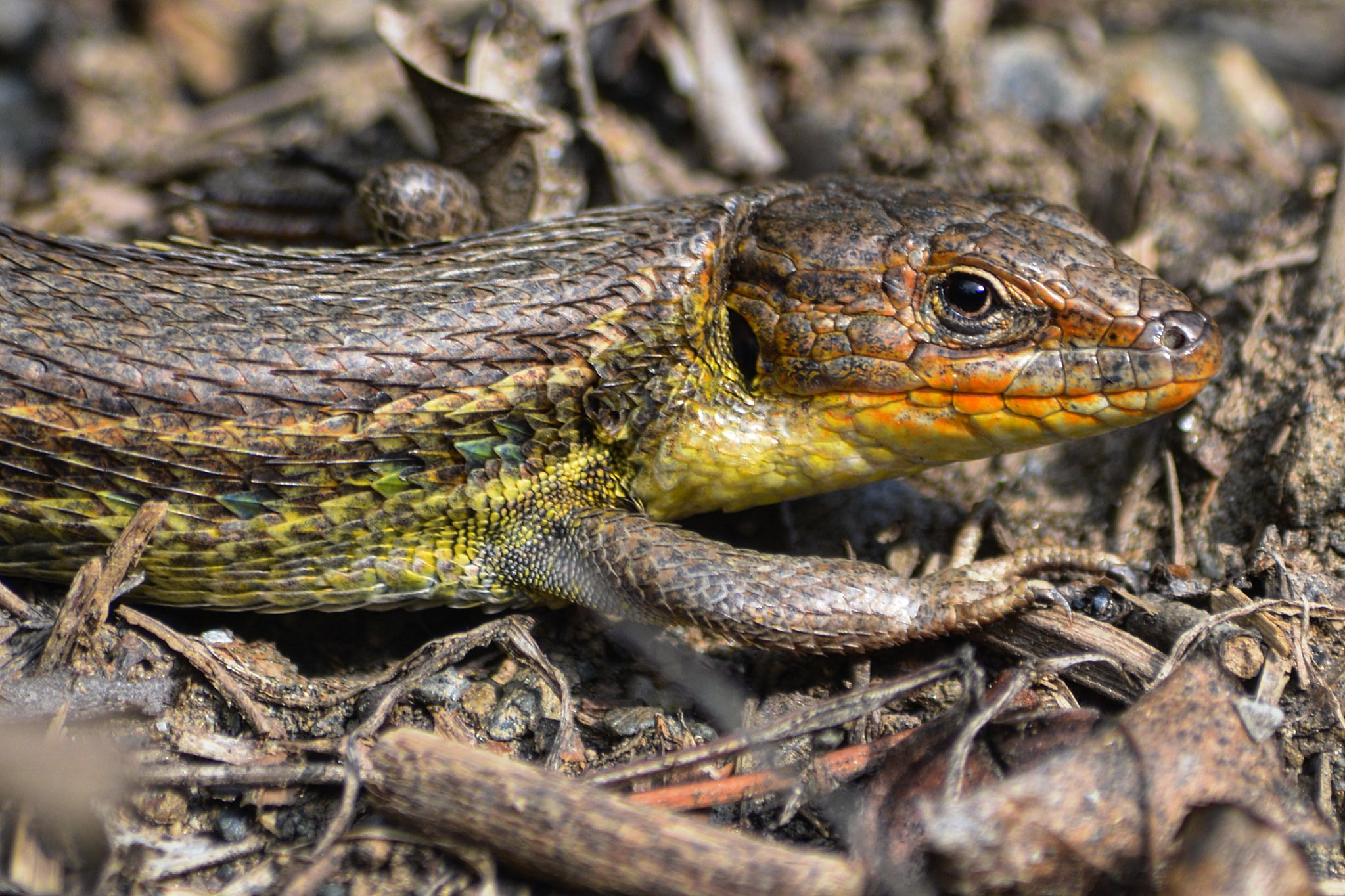
Lagartija colilarga. Macho en celo. Sierra de Collserola, Barcelona. 2/6/2023.

Las  escamas que recubren el dorso y los flancos son aquillados y a la vez imbricadas, salvo que también se extienden a las ventrales. Estas características descritas de las escamas, además de la longitud de la cola, permiten diferenciarla fácilmente de la lagartija roquera (Podarcis muralis) y de la lagartija ibérica (Podarcis hispanica).  
Un rasgo muy característico de este pequeño saurio radica en la capacidad de emitir chillidos, lo que también se da en Psammodromus hispanicus y en Acanthodactylus erythrurus . 

## Hábitat
Vive preferentemente en lugares arbustivos y herbáceos, donde, dada su coloración, pasa desapercibida fácilmente de sus depredadores. También frecuenta los pinares degradados, donde a menudo se la ve subida en los pinos. Es un saurio característico de los lugares secos y soleados, por lo que no se encuentra en las zonas altas y montañosas. 

## Alimentación
Se nutre básicamente de pequeños insectos, especialmente ortópteros, que captura con cierta facilidad, gracias a su agilidad de movimientos. 

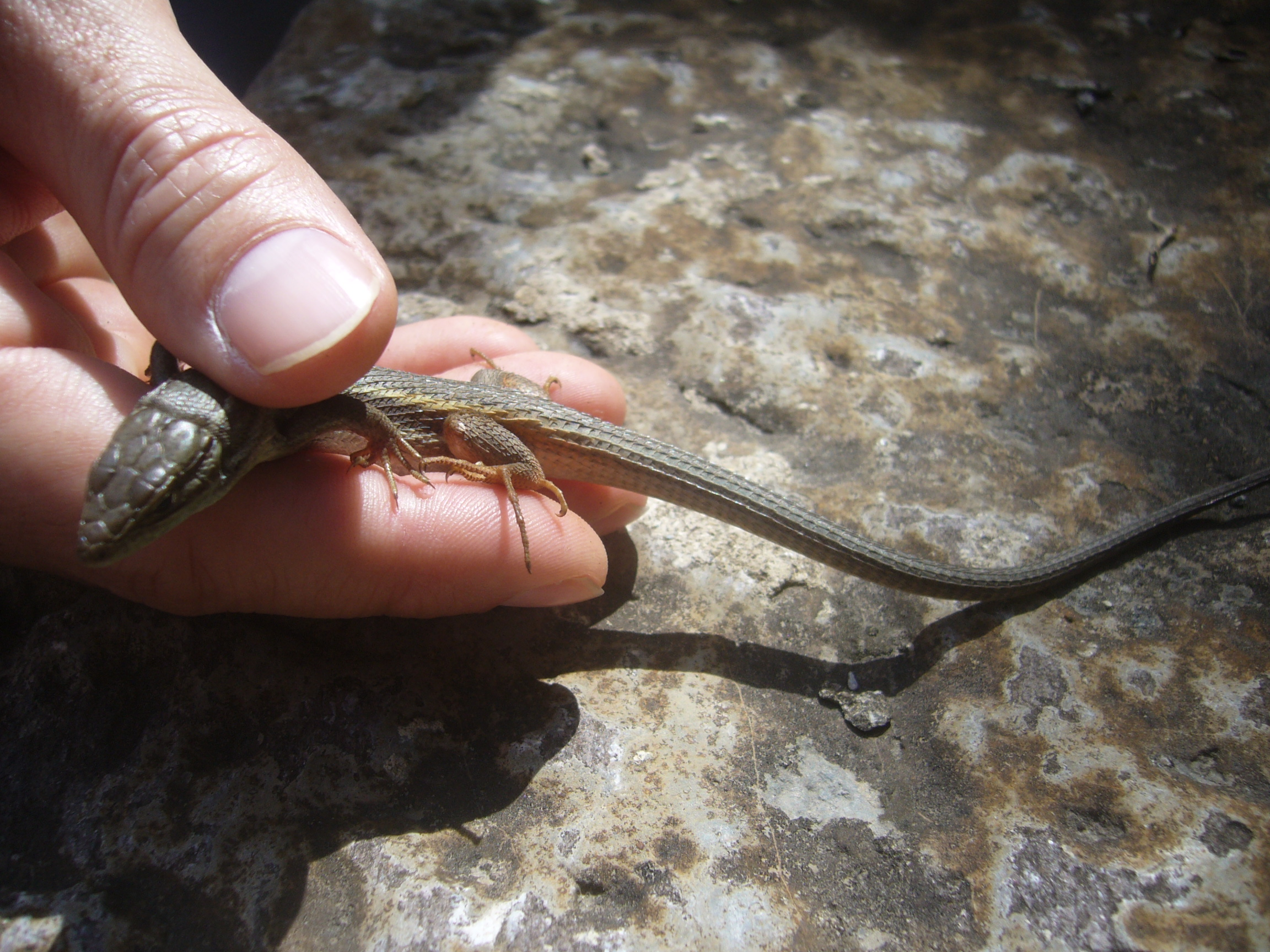
Lagartija colilarga.

## Reproducción
La época de celo coincide con el inicio de la primavera, y a finales de junio o bien a principios de julio las hembras ponen de ocho a once  huevos de forma  esférica y de pequeñas proporciones. Cuando nacen, los pequeños ya son perfectamente formados y empiezan su vida independiente nutriéndose de pequeños artrópodos. 

## Especies similares
- Psammodromus hispanicus o Lagartija cenicienta, se diferencia por su menor tamaño y coloración diferente, aparte presenta las escamas del cuello granulares y no carenadas.